# Hanne Sand Christensen
Hanne Sand Christensen (* 22. September 1973) ist eine ehemalige dänische Fußballspielerin. Als Nationalspielerin nahm sie 1997 an der Europa- und 1999 an der Weltmeisterschaft teil und kam in jeweils zwei Turnierspielen zum Einsatz.

## Karriere

### Vereine
Sand Christensen spielte im Seniorinnenbereich ausschließlich für die in Hjørring in der Region Nordjylland ansässige Fortuna Hjørring in der Eliteserien, der unter diesem Namen seinerzeit höchsten Spielklasse im dänischen Frauenfußball. Während ihrer sechs Jahre währenden Zugehörigkeit gewann sie mit der Mannschaft zweimal die Meisterschaft und dreimal (in Folge) den nationalen Vereinspokal. Auf internationaler Ebene nahm sie mit ihrer Mannschaft am Wettbewerb um den UEFA Women’s Cup 2002/03 teil und kam in allen sechs Spielen zum Einsatz, einschließlich des (seinerzeit noch in Hin- und Rückspiel ausgetragenen) Finales. Beide Spiele wurden gegen den schwedischen Meister Umeå IK (mit 1:4 und 0:3) verloren.

### Nationalmannschaft
Sand Christensen debütierte als Nationalspielerin der DBU in der U17-Nationalmannschaft, für die sie in zwei Jahren acht Länderspiele bestritt. Vom 18. bis zum 23. Juli 1989 und vom 27. Juni bis zum 1. Juli 1990 bestritt sie insgesamt acht Spiele (5 S, 1 U, 2 N) in den beiden altersbezogenen Turnieren um den Nordic Cup. Ihr Debüt in Randaberg bei der 1:2-Niederlage gegen die U17-Nationalmannschaft Schwedens, trotz ihrer Einwechslung für Christiane Thaysen, missglückte. Auch im zweiten Spiel tags darauf in Sandnes wurde verloren, mit 0:2 gegen die U17-Nationalmannschaft Norwegens. Die folgenden fünf und jahresübergreifenden Spiele wurde gewonnen und ihr letztes Spiel in dieser Altersklasse endete mit 2:2 unentschieden gegen die U17-Nationalmannschaft Norwegens in Sölvesborg. 1990 ins Finale gelangt, war sie mit ihrer Mannschaft in Sölvesborg der U17-Nationalmannschaft Norwegens mit 2:4 unterlegen – wenn auch erst im Elfmeterschießen. Am 26. Juni 1990 erzielte sie beim 9:1-Sieg über die U17-Nationalmannschaft Färöers ihre ersten beiden Länderspieltore.
Vom 16. Mai 1992 bis zum 3. August 1996 bestritt sie für die U21-Nationalmannschaft 19 Länderspiele, davon elf bei den drei Teilnahmen ihrer Mannschaft am altersbezogenen Turnier um den Nordic-Cup. Ihr Debüt in dieser Altersklasse fand in Borås statt und endete im Freundschaftsspiel gegen die U21-Nationalmannschaft Schwedens mit 2:2 unentschieden. Gegen diese Mannschaft gelang ihr am 4. August 1993 in Kopenhagen bei der 1:2-Niederlage im zweiten Turnierspiel ihr erstes (und einziges) Länderspieltor in dieser Altersklasse. Gelang mit dem 3:2-Sieg über die U21-Nationalmannschaft Norwegens 1992 noch der Turniersieg, so war man 1996 dieser Mannschaft im Finale mit 0:1 unterlegen. Des Weiteren wurde sie in drei weiteren Freundschaftsspielen eingesetzt, wie auch in vier Spielen im April 1993 an einem in Frankreich ausgetragenen Turnier (4:0 vs. Ukraine, 0:0 vs. Deutschland, 1:0 vs. Norwegen, 1:3 vs. USA).
Für die A-Nationalmannschaft bestritt sie in sechs Jahren 29 Länderspiele, darunter zehn in den Turnieren um den Algarve-Cup 1994, 1997, 1998 und 1999. Ihr Debüt gab sie am 17. März 1994 in Olhão beim 1:0-Sieg über die Nationalmannschaft Finnlands im ersten Spiel ihres ersten Turniers als Einwechselspielerin für Marianne Jensen. Nur 1998 erreichte sie mit ihrer Mannschaft das Finale, das am 21. März in Loulé mit 1:4 gegen die Nationalmannschaft Norwegens jedoch verloren wurde. In den Spieljahren 1997 und 1999 wurde sie in insgesamt sieben in Freundschaft ausgetragenen Länderspielen berücksichtigt, wie auch in jeweils zwei Spielen bei der Europameisterschaft am 3. und 6. Juli 1997 und bei der Weltmeisterschaft am 24. und 27. Juni 1999. Dazu trug sie zuvor in den ersten beiden und in den letzten drei Spielen der WM-Qualifikationsrunde 4 in der Klasse A bei. Im Spieljahr 1998 kam sie zudem in zwei weiteren Länderspielen am 25. und 27. Juli 1998 in einem Turnier im Rahmen der Goodwill Games 1998 in Hempstead im Nassau County auf Long Island (0:5 vs. USA, 1:1 vs. Norwegen). Ihr letztes Länderspiel fand am 29. September 1999 in Odense statt und endete mit 2:2 unentschieden gegen die Nationalmannschaft Norwegens. In diesem und ersten Spiel der EM-Qualifikationsgruppe 4 unterlief ihr in der 55. Minute ein Eigentor, gleichbedeutend mit der 2:1-Führung der Nationalmannschaft Russlands, die das Spiel letztendlich mit 4:2 gewann.

## Erfolge
Nationalmannschaft
- Algarve-Cup-Finalist 1998 (ohne Finaleinsatz)
- U21-Nordic-Cup-Sieger 1992, -Finalist 1996
- U17-Nordic-Cup-Finalist 1990

Fortuna Hjørring
- UEFA Women’s Cup-Finalist 2003
- Dänischer Meister 1999, 2002
- Dänischer Pokal-Sieger 2000, 2001, 2002